# Mirafra cheniana
Alondra melodiosa (Mirafra cheniana) es una especie de ave paseriforme de la familia Alaudidae.
Puede ser encontrada en los siguientes países: Botsuana, África del Sur y Zimbabue.
Sus hábitats naturales son: campos de gramíneas de baja altitud subtropicales o tropicales muy húmedos o inundados.
Está amenazada por pérdida de hábitat.